# 海南警察署 (全羅南道)
海南警察署（ヘナムけいさつしょ）は、全南地方警察庁所管の警察署である。

## 管轄区域
- 海南郡

## 沿革
- 1946年1月16日 - 開署
- 1999年5月15日 - 現在の庁舎に移転。

## 組織
- 警務課
- 生活安全交通課
- 捜査課
- 情報保安課

## 管轄派出所
- 邑内派出所
- 玉泉派出所
- 馬山派出所
- 三山派出所
- 花山派出所
- 県山派出所
- 松旨派出所
- 北平派出所
- 山二派出所
- 黄山派出所
- 門内派出所
- 花源派出所

## 管轄治安センター
- 北日治安センター
- 渓谷治安センター